# Klæbrig brandbæger
Klæbrig brandbæger (Senecio viscosus) er en enårig plante i kurvblomst-familien. Det er en ildelugtende, giftig urt, der vokser på næringsrig bund. Den er indvandret til Danmark i begyndelsen af 1800-tallet.

## Beskrivelse
Klæbrig brandbæger ligner alm. brandbæger, men er stærkt klæbrig af talrige kirtelhår. Kurven, der er 1 centimeter i diameter, har udstående gule, 2-4 millimeter lange, tungeformede randkroner, der først henimod afblomstringen er tilbagerullede. Desuden er kurvsvøbbladenes spidser ikke mørke, og de ydre svøbblade er næsten halvt så lange som de indre.

## Udbredelse
Arten er hjemmehørende i Vest-, Mellem- og Sydeuropa og det sydvestlige Asien samt indslæbt i Nordeuropa og Nordamerika.
I Danmark findes klæbrig brandbæger temmelig almindeligt ved vejkanter, på jernbaneterræn, i grusgrave, på strandvolde og i klitter. Blomstringen sker i juli til oktober.